# Ander Astralaga
Ander Astralaga Aranguren (* 3. března 2004 Berango) je španělský fotbalista, který hraje jako brankář za Barcelonu B.

## Reprezentační kariéra
Ander Astralaga reprezentoval Španělsko v kategoriích do 18 a 19 let. 
Dne 10. října 2021 debutoval za reprezentaci do 18 let proti Rumunsku. Dne 29. srpna 2022 Astralaga debutoval za reprezentaci do 19 let proti Izraeli. Hrál na Mistrovství Evropy U19 2023.

## Osobní život
Jeho mladší sestra Eunate (narozena v roce 2005) je také fotbalistka a brankářka.